# Ozero Dolzja
Ozero Dolzja (ryska: Озеро Должа) är en sjö i Belarus.   Den ligger i voblasten Vitsebsks voblast, i den norra delen av landet, 130 km norr om huvudstaden Minsk. Ozero Dolzja ligger 143 meter över havet.
Omgivningarna runt Ozero Dolzja är en mosaik av jordbruksmark och naturlig växtlighet. Runt Ozero Dolzja är det glesbefolkat, med 19 invånare per kvadratkilometer.